# Leopold Goëss
Leopold Petr hrabě Goëss (Leopold Peter Graf von Goëss, Freiherr zu Karlsberg, Moosburg und Ebenthal) (28. října 1848, Štýrský Hradec – 22. července 1922, Ebenthal) byl rakousko-uherský politik, státní úředník a velkostatkář. Od mládí působil ve státních službách, svou kariéru završil jako místodržitel v Terstu (1897–1904). Vlastnil několik velkostatků v Korutansku a od roku 1905 byl dědičným členem rakouské Panské sněmovny.

## Životopis

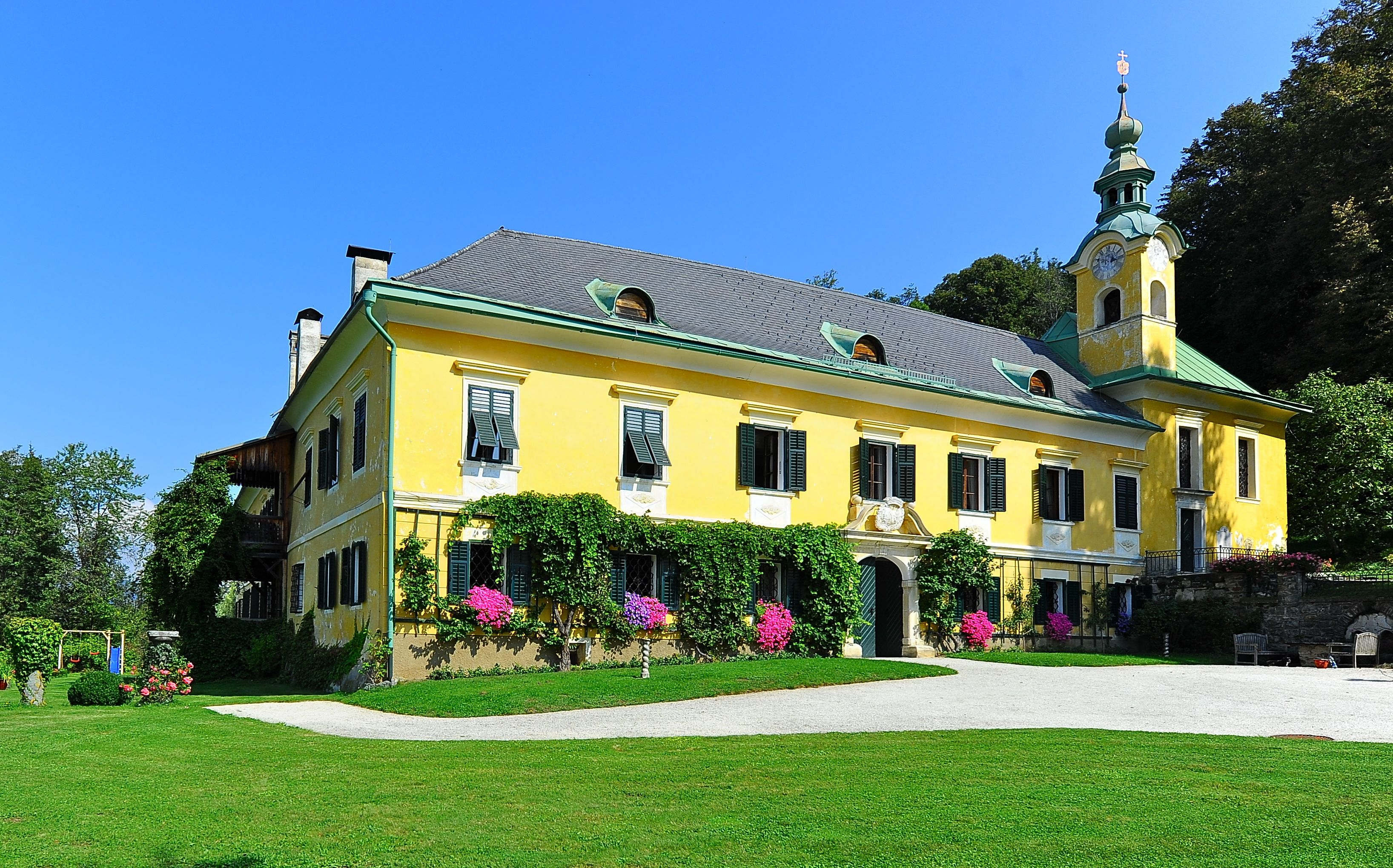
Zámek Karlsberg (Korutany)

Pocházel ze starého šlechtického rodu španělského původu (říšský hraběcí titul v rodině od roku 1693). Narodil se jako syn c.k. komořího a guberniálního rady hraběte Jana Petra Goësse (1807–1852), matka Marie Eleonora, rozená hraběnka z Welsersheimbu (1824–1896), byla nejvyšší hofmistryní císařovny Alžběty. Leopold studoval na jezuitské koleji v Kalksburgu a poté práva na vídeňské univerzitě, v roce 1870 vstoupil do státních služeb. Jako úředník působil na různých pozicích ve Štýrsku a Salcburku, krátce také na ministerstvu vnitra a od roku 1878 byl místodržitelským sekretářem v Terstu. V letech 1881–1884 byl okresním hejtmanem v Pule, poté působil deset let na místodržitelství v Korutansku. V letech 1894–1897 byl zemským prezidentem v Bukovině a nakonec v letech 1897–1904 místodržitelem v Terstu. V roce 1905 byl jmenován dědičným členem rakouské panské sněmovny, byl také c.k. tajným radou a komořím. Během svého působení v Terstu získal čestné občanství v několika italských městech.

## Rodinné a majetkové poměry
Po svém starším bezdětném bratru Zeno Vincencovi (1846–1911) zdědil rodové statky Gradisch a Gradenegg v Korutanech, již předtím v roce 1891 zdědil po vzdáleném bratranci Janu Antonínovi primogeniturní fideikomis taktéž v Korutanech a spojil tak majetek obou rodových větví. Kromě několika zámků (Ebenthal, Karlsberg, Moosburg) vlastnila rodina také paláce v Klagenfurtu a Štýrském Hradci. Do roku 1918 užíval Leopold také čestnou hodnost dědičného nejvyššího stolníka v Korutanech.
V roce 1889 se na zámku Bleiburg oženil s hraběnkou Marianou Thurn-Valsassinovou (1869–1904), c.k. palácovou dámou, dámou Řádu hvězdového kříže a sestrou rakousko-uherského velvyslance v Rusku Douglase Thurn-Valsassiny (1864–1939). Měli spolu pět dětí.
- 1. Johann Zeno (19. 5. 1890, Klagenfurt am Wörthersee – 17. 9. 1974, zámek Karlsberg, Korutany), manž. 1913 Marie Emma Welser von Welsersheimb (6. 1. 1884, Vídeň – 7. 8. 1972, zámek Karlsberg)
- 2. Johann Anton (31. 1. 1892, Klagenfurt am Wörthersee – 25. 10. 1970, Feldkirchen in Kärnten), manž. 1921 Marie Valerie von Meran (14. 10. 1902, Štýrský Hradec – 2. 2. 1990, Feldkirchen in Kärnten)
- 3. Marie Gabriela (19. 7. 1893, Ebenthal in Kärnten – 23. 10. 1967, Klagenfurt am Wörthersee), manž. 1920 hrabě Franz Xaver Matz z Spiegelfeldu (16. 9. 1891, Sankt Florian – 23. 10. 1967, Klagenfurt am Wörthersee)
- 4. Marie Anna (28. 7. 1895, Ebenthal in Kärnten – 27. 7. 1972, Goldegg am See, Salcbursko), manž. 1917 kníže Alfred z Lippe-Weissenfeldu (26. 5. 1881, Přerov – 14. 3. 1960, Goldegg am See)
- 5. Leopold (12. 8. 1901, Ebenthal in Kärnten – 16. 4. 1936, Sankt Oswald bei Plankenwarth, Štýrsko), manž. 1924 Julia Huszár de Nagybaráthi (12. 3. 1897, Vídeň – 9. 3. 1983, Štýrský Hradec), rozvedli se v roce 1932

Z dalších generací vynikl vnuk Leopold Goëss (1916–2005), který se angažoval ve veřejném životě v Korutanech a byl dlouholetým poslancem rakouské Spolkové rady.
Leopoldův strýc hrabě Zeno Welser z Welsesheimbu (1835–1921) byl dlouholetým rakouským ministrem zeměbrany.